# Tombeau de Claude Debussy
Le Tombeau de Claude Debussy est une œuvre collective, commandée en 1920 par Henry Prunières, directeur de la Revue musicale, et créée l'année suivante dans le cadre des concerts de la Société musicale indépendante (SMI).
Il est constitué de dix pièces : six pièces pour piano seul (de Paul Dukas, Albert Roussel, Gian Francesco Malipiero, Eugène Goossens, Béla Bartók et Florent Schmitt), une pièce pour guitare de Manuel de Falla, une pièce pour violon et violoncelle de Maurice Ravel, une mélodie d'Erik Satie et une réduction pour piano extraite des Symphonies d'instruments à vent d'Igor Stravinsky.
La couverture de la partition a été réalisée par Raoul Dufy.

## Contexte
Deux ans après la mort de Claude Debussy, l'idée d'Henry Prunières est de constituer un « hommage international à la mémoire de Debussy [qui] sera un véritable « monument » comme ceux que les poètes de la Renaissance élevaient aux artistes qu’ils avaient aimés ». Dix compositeurs sont ainsi sollicités. 

## Contenu
Le Tombeau de Claude Debussy est composé des pièces suivantes :
1. La plainte, au loin, du faune… de Paul Dukas, pour piano ;
2. L'Accueil des muses d'Albert Roussel, pour piano ;
3. À Claude Debussy de Gian Francesco Malipiero, pour piano ;
4. Hommage à Debussy (op. 28) d'Eugène Goossens, pour piano ;
5. 7e des Huit improvisations sur des chansons paysannes hongroises de Béla Bartók, pour piano ;
6. Et Pan, au fond des blés lunaires, s'accouda de Florent Schmitt, pour piano ;
7. Choral final des Symphonies d'instruments à vent d'Igor Stravinsky, réduction pour piano ;
8. Duo de Maurice Ravel pour violon et violoncelle, 1er mouvement de sa future Sonate pour violon et violoncelle ;
9. Homenaje de Manuel de Falla, pour guitare, 1er mouvement de la future suite pour orchestre Hommages ;
10. Élégie d'Erik Satie, sur un poème de Lamartine, pour chant et piano.

## Création
La création se déroule à la salle des Agriculteurs le 24 janvier 1921, dans le cadre d'un concert de la Société musicale indépendante (SMI), avec Ernst Levy au piano, Hélène Jourdan-Morhange au violon, Maurice Maréchal au violoncelle, Marie-Louise Casadesus à la harpe-luth de Lyon, et la cantatrice Magdeleine Greslé,.

## Autour duTombeau de Claude Debussy
Selon les mots d'Émile Vuillermoz, « voici donc dix compositeurs réunis autour du cercueil du maître disparu. Ils sont entrés en méditation et chacun d'eux va prononcer un petit discours. Que vont-ils dire ? » :

### Paul Dukas
Avec La Plainte, au loin, du faune..., une évocation jusque dans son titre du Prélude à l'Après-midi d'un faune de Debussy, Dukas dessine une « page excellente » emplie de « tout plein de poésie et des souvenirs du fameux prélude », selon Maurice Brillant. Vuillermoz y décèle quant à lui « l'intention la plus tendrement respectueuse du recueil ».
La durée moyenne d'exécution de l’œuvre est de quatre minutes trente environ.

### Albert Roussel
La pièce de Roussel, L'accueil des muses, est un « morceau étrange et déroutant », en fa majeur, de mouvement très modéré, à la couleur lugubre et l'harmonie tourmentée, usant de la répétition obstinée de plusieurs rythmes et phrases, instituant un climat oppressant. Pour Émile Vuillermoz, c'est une « sorte de lente procession qui semble se mettre en marche au-devant du nouvel hôte du Bois sacré », constituant d'après Maurice Brillant un accueil (pour reprendre le titre) « noble, grave et vêtu de sérénité ».
La durée moyenne d'exécution de l’œuvre est de quatre minutes environ.

### Gian Francesco Malipiero
La contribution de Malipiero, À Claude Debussy, « montre une tristesse grave et religieuse » en un « lamento en accords parfaits », donnant l'impression d'une « majesté et d'une grandeur souveraines ». Le morceau, composé à Rome en mai 1920, est « bien mieux qu'une pièce de circonstance », avec ses deux pages « où des accords parfaits se déplacent en procession lente et désolée ».
La durée moyenne d'exécution de l’œuvre est de trois minutes environ.

### Eugène Goossens
L'hommage de Goossens est « plus âpre et plus agressif ». Guy Sacre conseille de jouer la pièce « trois ou quatre fois de suite, pour vous dépêtrer de cette impression d'une "hérédité confusément wagnérienne" [...] ; il reste cette phrase endeuillée qui se déplie lentement, se replie, recommence, s'arrête pour évoquer l'âme de Debussy en quelques beaux accords cristallins ». 
La partition prend dans le catalogue du compositeur le numéro d'op. 28 et le nom d'Hommage à Debussy.
La durée moyenne d'exécution de l’œuvre est de trois minutes environ.

### Béla Bartók
Morceau « chatoyant et bariolé, et surtout fort curieusement rythmé » pour Maurice Brillant, au « thème mélancolique, exposé à l'unisson, chanté avec une simplicité tranquille, comme une mélopée populaire fredonnée par un cortège lointain » pour Émile Vuillermoz, la pièce est selon Guy Sacre « une des plus belles du cahier » dont elle est tirée, les Improvisations sur des chansons paysannes hongroises, op. 20 (c'est la septième sur un nombre de huit) : « elle a pour thème une berceuse de Transylvanie, et l'environnement harmonique emprunte beaucoup aux accords chers au musicien français. Atmosphère impressionniste, tour à tour vibrante et vaporeuse ».
La durée moyenne d'exécution de l’œuvre est de deux minutes environ.

### Florent Schmitt
C'est avec un titre emprunté à Paul Fort, Et Pan, au fond des blés lunaires, s'accouda que Schmitt rend hommage à Debussy. Brillant souligne que « tout y est coloré, tout y est fortement et savamment rythmé ; [...] l'ensemble est nettement construit et d'une remarquable unité ». D'ailleurs, Vuillermoz remarque que « pendant que ses camarades distillaient leurs regrets dans deux courtes pages, lui, en couvrait fougueusement huit. [...] Cette page est le seul cri d'adieu réellement lyrique de tout le recueil, le seul sanglot qui n'ait pas été trop vite étouffé dans la gorge ». Guy Sacre note pour sa part que « la pièce croît sans cesse en beauté, jusqu'à cet épilogue qui arpège le thème du faune en mouvement contraire aux deux mains, dans un aigu intemporel, puis laisse place aux dernières volutes de flûte, aux derniers appels du motif chromatique, au bord du tombeau ». 
L’œuvre devient sous le titre À la mémoire de Debussy la première pièce de l'opus 70 de Schmitt, Mirages pour piano, qu'il orchestre ensuite, en 1923, sous le titre de Tristesse de Pan,.
La durée moyenne d'exécution de l’œuvre est de six minutes environ.

### Igor Stravinsky
Dans l'édition originale du Tombeau de Claude Debussy paraît un Fragment des Symphonies d'instruments à vent – dédiées à la mémoire de Debussy par Stravinsky –, en l'occurrence le choral qui conclut l’œuvre, sous la forme d'une réduction au piano,. C'est une page « brutale, mais forte, et remplie d'une douleur sauvage et un peu animale » selon Vuillermoz. La musicologue Marie-Claire Mussat y entend « un discours hiératique où la mélodie est d’une rare austérité tandis que l’harmonie procède par blocs, l’ensemble dégageant une atmosphère de rituel que l’instrumentation originale accentuera. »
Sous sa forme orchestrale, la pièce est créée dans son entièreté à Londres le 10 juin 1921, sous la direction de Serge Koussevitzky.
La durée moyenne d'exécution du fragment pour piano est de deux minutes environ.

### Maurice Ravel
Ravel compose pour le cahier un Duo pour violon et violoncelle, auquel il adjoint ensuite trois mouvements pour devenir en 1922 sa Sonate pour violon et violoncelle.

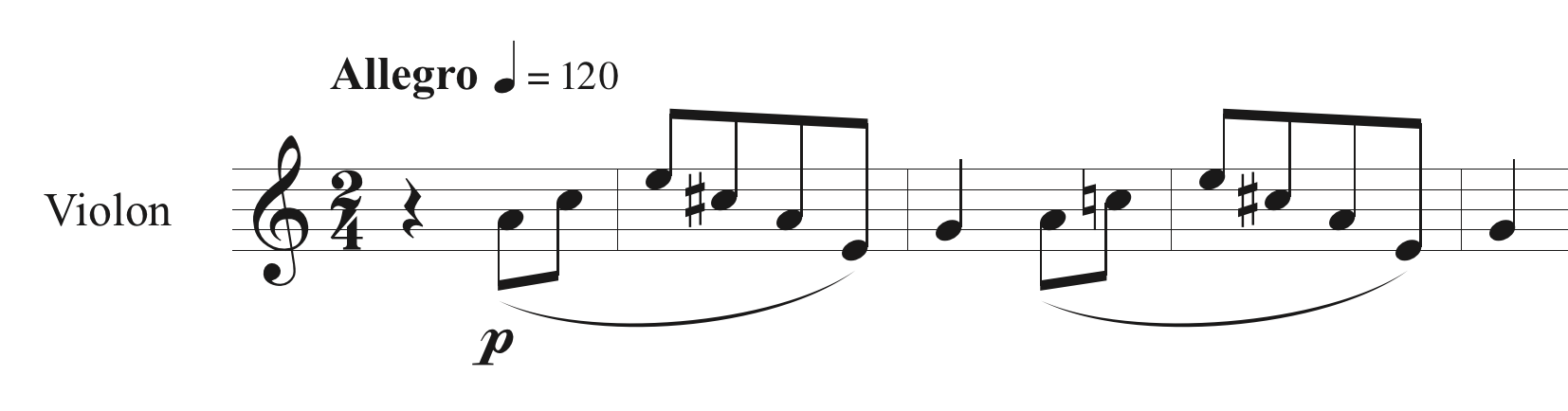
Motif initial du violon, premières mesures du Duo.

Ce Duo du Tombeau est, selon Vuillermoz, une « double guirlande fleurie » nouée à la stèle de Debussy : « quelle virtuosité dans ces paroles ailées ! [...] Et, avec ces deux seules voix, le compositeur arrive à ouvrir, en deçà et au delà de son texte littéral, des perspectives sonores illimitées. »
Écrit dans une forme sonate souple, avec quatre motifs principaux, dont le premier est d'emblée énoncé au violon, « en un dessin arpégé, dans un caractère modal incertain, qui se répète huit fois à la manière d'un ornement ». Après l'exposition des motifs, le développement mêle des éléments de l'exposition et un matériau thématique nouveau, et la réexposition s'enrichit d'un traitement en canon, avec renversement du thème entre les voix. « Le jeu est d'une légèreté et d'une adresse incomparables. Il s'achève par des courbes d'une grâce plus alanguie et des gestes plus lents qui conduisent à une conclusion en la majeur où passe soudain le reflet d'un rêve attendri et d'une émotion naissante ! »
La durée moyenne d'exécution de l’œuvre est de cinq minutes environ.

### Manuel de Falla
Homenaje, la contribution de Manuel de Falla, est écrite pour guitare. C'est une pièce lente et mélancolique, « presque une danse et, malgré tout, sensuelle, qui se balance ici d'une corde à l'autre, [...] d'une émotion pénétrante, irrésistible ». La partition cite à la fin quelques notes de Debussy tirées de La soirée dans Grenade.
Le compositeur a ensuite réalisé une transcription pour piano, puis une orchestration en 1939, la pièce constituant le deuxième mouvement de sa suite pour orchestre Hommages.
La durée moyenne d'exécution de l’œuvre est de trois minutes environ.

### Erik Satie
La participation d'Erik Satie au Tombeau de Claude Debussy est particulièrement émouvante et pudique. Ornella Volta rappelle l'amitié ancienne des deux compositeurs, et le fait que « les Gymnopédies sont la seule œuvre d'un autre compositeur que Debussy ait orchestré ». L'hommage de Satie se présente sous la forme d'une Élégie, une mélodie de seulement douze mesures, sur les vers de Lamartine : 

« Que me font ces vallons, ces palais, ces chaumières ?
Vains objets dont pour moi le charme est envolé ;
Fleuves, rochers, forêts, solitudes si chères,
Un seul être vous manque et tout est dépeuplé. »

La pièce est ensuite éditée en 1922 au sein d'un recueil de Quatre petites mélodies, en première position. La durée moyenne d'exécution de l’œuvre est d'un peu plus d'une minute.

## Postérité
À l'occasion du centième anniversaire de la naissance de Debussy, Maurice Ohana reprend l'idée d'un hommage musical au maître français en écrivant Tombeau de Claude Debussy, pour voix et orchestre.

### Édition
- Tombeau de Claude Debussy, La Revue musicale, 1er décembre 1920 (lire en ligne).

### Ouvrages généraux
- Michel Duchesneau, L'Avant-garde musicale et ses sociétés à Paris de 1871 à 1939, Paris, Éditions Mardaga, 1997, 352 p. (ISBN 2-87009-634-8), p. 314.
- Guy Sacre, La musique de piano : dictionnaire des compositeurs et des œuvres, Paris, Robert Laffont, coll. « Bouquins », 1998, 2998 p.

### Articles
- Émile Vuillermoz, « L'édition musicale », Le Temps, no 21659,‎ 19 novembre 1920, p. 3 (lire en ligne, consulté le 23 septembre 2020).
- Émile Vuillermoz, « L'édition musicale », Le Temps, no 21673,‎ 3 décembre 1920, p. 4 (lire en ligne, consulté le 23 septembre 2020).
- Maurice Brillant, « Les œuvres et les hommes », Le Correspondant, vol. 282, no 1404,‎ 25 mars 1921, p. 1127-1129 (lire en ligne, consulté le 23 septembre 2020).

### Monographies
- Pierre Citron, Bartók, Paris, Seuil, coll. « Solfèges », 1963, rééd. 1994, 222 p. (ISBN 978-2-02-018417-5 et 2-02-018417-6).
- Collectif, Albert Roussel, Paris, Actes Sud, coll. « Papiers », 1987, 128 p. (ISBN 2-86943-102-3).
- Harry Halbreich, « Béla Bartok », dans François-René Tranchefort (dir.), Guide de la musique de piano et de clavecin, Paris, Fayard, coll. « Les Indispensables de la musique », 1987, 869 p. (ISBN 978-2-213-01639-9), p. 78-89.
- Vladimir Jankélévitch, Ravel, Paris, Seuil, coll. « Solfèges », 1956, rééd. 1995, 220 p. (ISBN 978-2-02-023490-0 et 2-02-023490-4).
- Edward Lockspeiser et Harry Halbreich, Claude Debussy, Paris, Fayard, 1980, 823 p. (ISBN 2-213-00921-X).
- Bénédicte Palaux-Simonnet, Paul Dukas, Genève, Éditions Papillon, coll. « mélophiles », 2001, 152 p. (ISBN 2-940310-01-7).
- Damien Top, Albert Roussel, Biarritz, Séguier, coll. « Carré Musique », 2000, 170 p. (ISBN 2-84049-194-X).
- Ornella Volta, L'Ymagier d'Erik Satie, Paris, Francis van de Velde, 1979, 124 p. (ISBN 2-86299-007-8).